# Жанатан (Мартуцький район)
Жаната́н (каз. Жаңатаң) — село у складі Мартуцького району Актюбінської області Казахстану. Входить до складу Мартуцького сільського округу.
Населення — 37 осіб (2021; 42 у 2009, 71 у 1999, 287 у 1989).